# Recurvirostra andina
La avoceta andina o caití (Recurvirostra andina) es una especie de ave caradriforme de la familia Recurvirostridae. Es propia de América del Sur. No se reconocen subespecies.

## Descripción
Presenta patas cortas y azuladas, pero su color característico es el blanco, salvo en las coberteras de las alas y cola que son negras.

## Distribución
Es un ave de la Puna de Argentina, Chile, Bolivia y del Perú.

## Hábitat
Habita en lagunas de poca profundidad situadas entre 3.000 y 4.000 m s. n. m. (lagunas altoandinas).

## Referencias

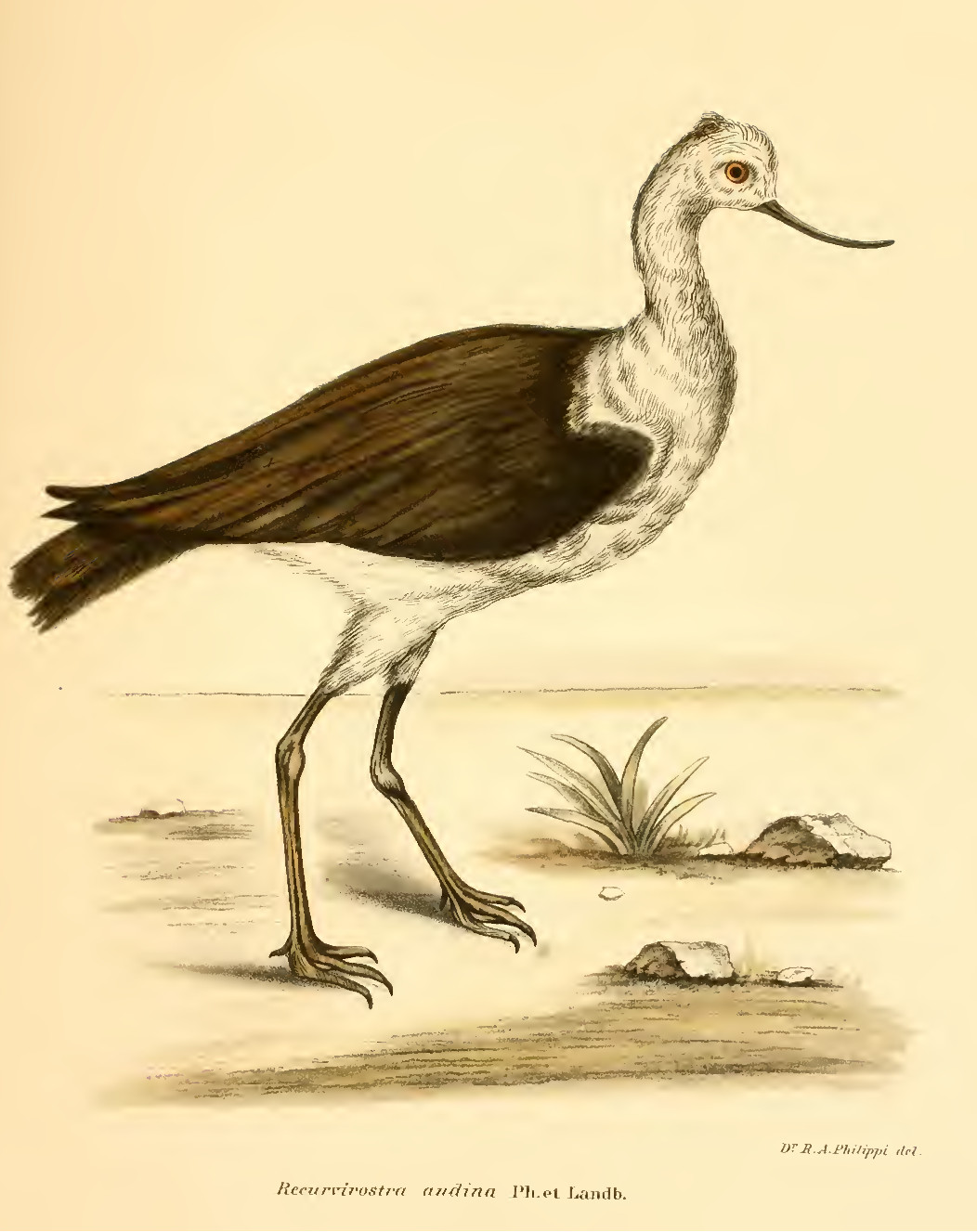
Imagen de Recurvirostra andina Ph et Landb en Figuras i descripciones de aves chilenas, Anales del Museo Nacional de Chile, 1902